# Немиринецька сільська рада (Городоцький район)
Немирине́цька сільська́ ра́да — адміністративно-територіальна одиниця та орган місцевого самоврядування в Городоцькому районі Хмельницької області. Адміністративний центр — село Немиринці.

## Загальні відомості
Немиринецька сільська рада утворена в 1922 році.
- Територія ради: 43,4 км²
- Населення ради: 813 особи (станом на 2001 рік)
- Територією ради протікає річка Сквила

## Населені пункти
Сільській раді підпорядковані населені пункти:
- с. Немиринці
- с. Дахнівка

## Склад ради
Рада складається з 14 депутатів та голови.
- Голова ради: Садовський Павло Павлович
- Секретар ради: Кошубська Любов Володимирівна

### Керівний склад попередніх скликань
| Прізвище, ім'я, по батькові | Основні відомості                                                                       | Дата обрання | Дата звільнення |
| --------------------------- | --------------------------------------------------------------------------------------- | ------------ | --------------- |
| Шиліпук Олександр Кирилович | Сільський голова, 1958 року народження, член Української Народної Партії                | 26.03.2006   | 31.10.2010      |
| Садовський Павло Павлович   | Сільський голова, 1962 року народження, освіта середня спеціальна, член Партії регіонів | 31.10.2010   |                 |

Примітка: таблиця складена за даними сайту Верховної Ради України

### Депутати
За результатами місцевих виборів 2010 року депутатами ради стали:

#### За суб'єктами висування
| Суб'єкт висування | Кількість обраних депутатів | %    |
| ----------------- | --------------------------- | ---- |
| Партія регіонів   | 11                          | 78,6 |
| Самовисування     | 2                           | 14,3 |
| Народна партія    | 1                           | 7,1  |

#### За округами
| № округу        | Прізвище, ім'я, по батькові      | Дата визнання обраним | Освіта             | Партійна приналежність | Відомості про обраного депутата                           |
| --------------- | -------------------------------- | --------------------- | ------------------ | ---------------------- | --------------------------------------------------------- |
| Народна Партія  |                                  |                       |                    |                        |                                                           |
| 9               | Ганюк Василь Віталійович         | 05.11.2010            | середня спеціальна | позапартійний          | пенсіонер                                                 |
| Партія регіонів |                                  |                       |                    |                        |                                                           |
| 1               | Петліцький Володимир Миколайович | 05.11.2010            | середня            | позапартійний          | ТОВ «Стіомі-Холдінг», різноробочий                        |
| 2               | Мальцева Світлана Францівна      | 05.11.2010            | середня спеціальна | позапартійна           | Відділення зв'язку с. Немиринці, начальник                |
| 4               | Петліцька Наталія Миколаївна     | 05.11.2010            | середня спеціальна | позапартійна           | Територіальний центр «Доброта», медичний працівник        |
| 5               | Івашко Лілія Анатоліївна         | 05.11.2010            | середня спеціальна | член Партії регіонів   | Немиринецька загальноосвітня школа І-ІІІ ст., бібліотекар |
| 6               | Ганюк Ангеліна Іванівна          | 05.11.2010            | вища               | позапартійна           | Немиринецька загальноосвітня школа І-ІІІ ст., вчитель     |
| 7               | Савчишин Михайло Дмитрович       | 05.11.2010            | середня            | позапартійний          | Електропідстанція с. Немиринці, працівник                 |
| 8               | Клімов Микола Васильович         | 05.11.2010            | вища               | позапартійний          | пенсіонер                                                 |
| 10              | Любінецька Аліса Алімівна        | 05.11.2010            | середня спеціальна | позапартійна           | Медична амбулаторія с. Немиринці, медпрацівник            |
| 11              | Кошубська Любов Володимирівна    | 05.11.2010            | вища               | член Партії регіонів   | Немиринецька сільська рада., секретар                     |
| 12              | Петровська Ольга Олександрівна   | 05.11.2010            | середня            | член Партії регіонів   | Немиринецька загальноосвітня школа І-ІІІ ст., повар       |
| 14              | Волков Олександр Володимирович   | 05.11.2010            | середня спеціальна | позапартійний          | тимчасово не працює                                       |
| Самовисування   |                                  |                       |                    |                        |                                                           |
| 3               | Козак Галина Олександрівна       | 05.11.2010            | середня            | позапартійна           | Немиринецька сільська рада, бухгалтер                     |
| 13              | Петровська Валентина Іванівна    | 05.11.2010            | середня            | позапартійна           | Відділення зв'язку с. Немиринці, поштар                   |